# Superintendência do Trabalho Artesanal nas Comunidades
Superintendência do Trabalho Artesanal nas Comunidades, popularmente conhecida como Sutaco foi uma autarquia vinculada à Secretaria do Emprego e Relações do Trabalho (SERT) do Governo do Estado de São Paulo. Foi extinta pelo DECRETO Nº 62.001, DE 07 DE JUNHO DE 2016.  O trabalho da Sutaco é a preservação, desenvolvimento e promoção do artesanato paulista e a valorização e apoio ao artesão. O artesanato é importante manifestação da cultura e identidade de uma comunidade, uma região, um país. E também uma forma significativa de geração de renda e promoção do desenvolvimento local de maneira economicamente viável, ambientalmente responsável e socialmente justa. 

## Origens
O Decreto-Lei nº 256, de 29 de maio de 1970  , criou a Superintendência de Comunidade do Trabalho, com a finalidade de integrar a mão-de-obra marginalizada no mercado produtivo.
Em 1972, o Governo do Estado de São Paulo, preocupado em desenvolver e preservar o rico artesanato paulista, alterou a denominação para Superintendência do Trabalho Artesanal nas Comunidades - Sutaco  .
A Sutaco é uma autarquia vinculada à Secretaria do Emprego e Relações do Trabalho - SERT com a responsabilidade de oferecer oportunidades de geração de renda aos artesãos e promover o desenvolvimento local de modo economicamente viável, socialmente justo e ambientalmente responsável. 
A autarquia também resgata as formas tradicionais de expressão do povo paulista, o “saber fazer” de pessoas e comunidades das mais diversas características, e acompanha as tendências atuais da produção artesanal.
A Sutaco é a coordenadora do PAB – Programa do Artesanato Brasileiro do Ministério do Desenvolvimento, Indústria e Comércio no estado de São Paulo .

## Atuação
No exercício de sua atividade, o artesão enfrenta sérias dificuldades, do reconhecimento profissional à comercialização dos seus produtos e organização de seu processo de trabalho de modo geral. A Sutaco desenvolve ações e presta serviços com o objetivo de atender a essas necessidades e outros anseios destes profissionais.
Após avaliar, classificar e quantificar a produção de um artesão, a Sutaco o cadastra e emite uma Carteira de Identificação que o credencia como profissional de artesanato. O cadastramento possibilita a utilização dos serviços de emissão de nota fiscal eletrônica, participação em cursos de qualificação e requalificação (como aluno ou mesmo como professor), divulgação, apoio à comercialização, acesso ao microcrédito (Banco do Povo) e orientação técnica e jurídica.
A exposição e venda do produto artesanal em pontos-de-venda permanentes e nos eventos nacionais e internacionais dos quais a Sutaco participa, além de proporcionar renda aos artesãos credenciados, desperta neles a consciência para que produzam artesanato com maior qualidade e design diferenciado.

## Funcionalidade
A partir do seu cadastramento na Sutaco, o artesão obtem a Carteira que o identifica como profissional do artesanato, facilitando sua inserção econômica e social, e dá acesso a serviços prestados pela autarquia, entre eles:
- Divulgação na internet, em material impresso e na mídia
- Comercialização: a Sutaco adquire peças representativas do artesanato do estado e coloca à venda em sua loja e nas feiras e eventos dos quais participa, a preços acessíveis.
- Emissão de Nota Fiscal: permite e facilita as transações comerciais que necessitam desse documento. As notas emitidas pela Sutaco são isentas de ICMS;  o artesão paga até 5% pelo serviço prestado.
- Cursos: Formação ou aprimoramento em técnicas artesanais, resgate do artesanato folclórico ou tradicional, formação em empreendedorismo e desenvolvimento de produto.

A Sutaco também investe em pesquisa, preservação e difusão da memória e dos saberes relacionados ao artesanato paulista.

## Extinção
Foi extinta através do DECRETO Nº 62.001, DE 07 DE JUNHO DE 2016. e todo seu acervo e competências passaram a pertencer a Secretaria de Desenvolvimento Econômico do Estado de São Paulo.

## Atualmente
Atualmente a Sutaco é a Subsecretaria de trabalho artesanal nas comunidades, pertencente a Secretaria de Desenvolvimento Econômico do Estado de São Paulo. 